# Катастрофа Boeing 737 под Гуйлинем
Катастрофа Boeing 737 под Гуйлинем — крупная авиационная катастрофа, произошедшая во вторник 24 ноября 1992 года при заходе на посадку в аэропорту Гуйлиня с самолётом Boeing 737-3Y0 авиакомпании China Southern Airlines, при которой погиб 141 человек. На момент событий это была крупнейшая авиационная катастрофа в КНР.

## Самолёт
Boeing 737-3Y0 с бортовым номером B-2523 (серийный — 24913, производственный — 2052) выпущен в 1991 году и 10 мая совершил свой первый полёт, после чего 25 мая передан компании China Southern Airlines. Его два реактивных двигателя были модели CFMI CFM56-3-B1. При возрасте в полтора года авиалайнер имел 4165 часов налёта и 3153  цикла (посадки).

## Катастрофа
Самолёт выполнял рейс 3943 из Гуанчжоу в Гуйлинь, на его борту находились 10 членов экипажа (2 из них, вероятно охранников, иногда относят к пассажирам) и 131 пассажир, включая 13 иностранных туристов. На подходе к Гуйлиню, заходя на полосу 36, лайнер под контролем автопилота начал выполнять снижение. Пилоты сообщили диспетчеру, что снижение выполняется на скорости выше обычного. Затем, по показаниям свидетелей, самолёт словно изрыгнул дым и перешёл в пике. В 07:52—07:54 на полной скорости авиалайнер врезался в гору и полностью разрушился. Все находящиеся на борту погибли
| Гражданство          | Пассажиры | Экипаж |
| -------------------- | --------- | ------ |
| Канада               | 1         | —      |
| Макао                | 1         | —      |
| Испания              | 2         | —      |
| Китай                | 118       | 10     |
| Китайская Республика | 9         | —      |
| Total                | 131       | 10     |

На момент событий катастрофа рейса 3943 была крупнейшей авиакатастрофой в КНР, превзойдя столкновение в аэропорту Гуанчжоу (128 погибших), и с участием Boeing 737-300. В настоящее время (май 2020 года) занимает второе место по обеим категориям (после катастроф под Сианем и в Красном море у Шарм-эш-Шейха соответственно). Также остаётся крупнейшей катастрофой в истории China Southern Airlines.

## Причины
За прошедшие 4 месяца это была уже 5-я крупная авиакатастрофа. Как показало расследование, в процессе снижения автомат тяги перевёл двигатели на режим малого газа. Затем при снижении до высоты 2,1 км экипаж начал выравнивать самолёт, для чего поднял нос. При этом происходит падение скорости, поэтому для её поддержания автомат тяги увеличил режим работы двигателей. Однако экипаж, излишне доверившись автопилоту, не заметил, что РУД второго двигателя (правый) продолжал оставаться в положении малого газа. В таких условиях автопилот для увеличения тяги начал ещё больше увеличивать режим первого (левого) двигателя. Это привело к асимметрии тяги, которую экипаж также не заметил. Перейдя в правый крен, авиалайнер попал в сваливание, после чего, выйдя из-под контроля, понёсся к земле.